# 吻海馬
吻海馬（學名：Hippocampus reidi）為海馬屬的一種。
吻海馬可以長達18厘米。雄性呈鮮橙色，而雌性呈黃色。它們有褐色或白色的斑點，在示愛時會變成粉紅色或白色。它們棲於珊瑚礁及海草床，有時會走到中水區。海龍科的魚類，雄性海馬之腹部具有一個孵卵囊 (Brood pouch)，雌性則無，雄性可以帶著多達1000隻幼海馬，可作為觀賞魚。 。雄海馬的腹部具有一個育兒袋 ，母海馬則是有個輸卵管 。
海馬不僅可作觀賞用，更常被應用在中藥材中，從民間素有「北方人蔘，南方海馬。」之說，就不難看出他的地位，在本草綱目、本草品彙精要和本草圖經中皆提到海馬有調氣活血及治血氣痛的功效。

## 分布
它們分佈在巴哈馬群島、巴巴多斯、伯利茲、百慕達、巴西、哥倫比亞、古巴、格林納達、海地、牙買加、巴拿馬、美國及委內瑞拉。長相雖然不像一般魚類，但亦是一種硬骨魚，目前在市面上常以「巴西紅海馬」稱之。主要棲於10-30 公尺深的珊瑚礁及海草床，有時會游至中水層。

## 貿易
因為市場需求大，加上海馬不易繁殖，故中藥用海馬仍以野生為主。而所有海馬皆被列入華盛頓公約 (CITES) 附錄二，故在全球貿易時，皆需出示相關證明，以證明海馬的來源合法無虞。然因為海馬交易數量收到限制，其價格也日漸增加，每年交易量更突破 3700 萬隻，全球約有 80 個以上的國家有海馬交易，如巴西、印度、菲律賓和中國等。香港為中藥用海馬主要進出口地區。
全世界活體海馬的出口包括了墨西哥、 巴西、 宏都拉斯跟坦斯馬尼亞。荷蘭、德國、義大利與英國為歐洲地區主要海馬進口商。 印尼、巴西、 菲律賓 、斯里蘭卡與新加坡是歐洲主要出口商，其中新加坡、斯里蘭卡、印尼、巴西和菲律賓更是海馬出口的重要國家。

## 生活史
吻海馬通常成對出現，其卵平均大小約 1.2 mm，可分為三個階段，分別為孵化期、幼魚期和成熟期。其中幼魚期可分為仔魚期、後仔魚期、幼魚期、未成熟期，共四個階段。
- 仔魚期 : 孵化至卵黃消失的時期。
- 後仔魚期 : 發育出硬棘與軟條的魚鰭。
- 幼魚期 : 出現部分斑點及顯現深色體色。
- 未成熟期 : 型態與成熟期相近，但生殖腺尚未發育。

## 繁殖
主要可分為求偶、交配和孕卵等階段。性腺成熟母魚的泄殖腔會變大，進行形成肛突，在公餘求偶後，母魚會將卵產在公魚的育兒袋中，由公魚負責孵化魚卵，育兒袋中有類似人類子宮的功能，可以供給氧氣給魚卵。